# Зубов, Анатолий Михайлович
Анатолий Михайлович Зубов — советский государственный и политический деятель, первый секретарь Коми-Пермяцкого окружного комитета КПСС.

## Биография
Родился в 1930 году в Кудымкаре. Член ВКП(б) с 1953 года.
С 1948 года — на общественной и политической работе. В 1948—1985 гг. — лаборант Кудымкарского учительского института, первый секретарь Кудымкарского горкома ВЛКСМ, секретарь Косинского райкома КПСС, первый секретарь Юсьвинского РК КПСС, второй секретарь Коми-Пермяцкого окружкома КПСС, первый секретарь Коми-Пермяцкого окружкома КПСС, председатель комиссии партийного контроля при Пермском обкоме КПСС.
Избирался депутатом Верховного Совета РСФСР 8-го, 9-го, 10-го, 11-го созывов.